# خدنق ساع
خَدَنَّق ساعٍ عنكبوت الباب المسحور وصفه أول مرة في عام 1788 بِتْرُو رسي. توجد هذه العناكب فقط في منطقة البحر الأبيض المتوسط، وخاصة في جزيرتي قَرْسَقَة وسَرْدَانِيَة الكبيرتين على ضفاف الطريق وفي المنطقة الساحلية. وهي ذات ألوان داكنة ورأس لامع ويمكن أن تطول ٢٠ ملم. ثوبها إلى الربدة الغبراء بطنها منقط بالأسود. قوائمها كبيرة نشيطة. عكدبتها بيش في التربة أسطواني جالس الارتكاز مالس الجانب مبطن القعر. تكم فوهته بصمام من النواس المجبول بالتراب والجثالة مبكل الطرف تفتحه عند الخروج وتوصده عند الدخول. مسرجها دجوي يستمر طوال الليل. قوتها الحشرات والهوام.